# شان کرکام
شان کرکام (انگلیسی: Shaun Kirkham؛ زادهٔ ۲۴ ژوئیهٔ ۱۹۹۲) قایقران روئینگ اهل نیوزیلند است.